# Fornelos de Montes

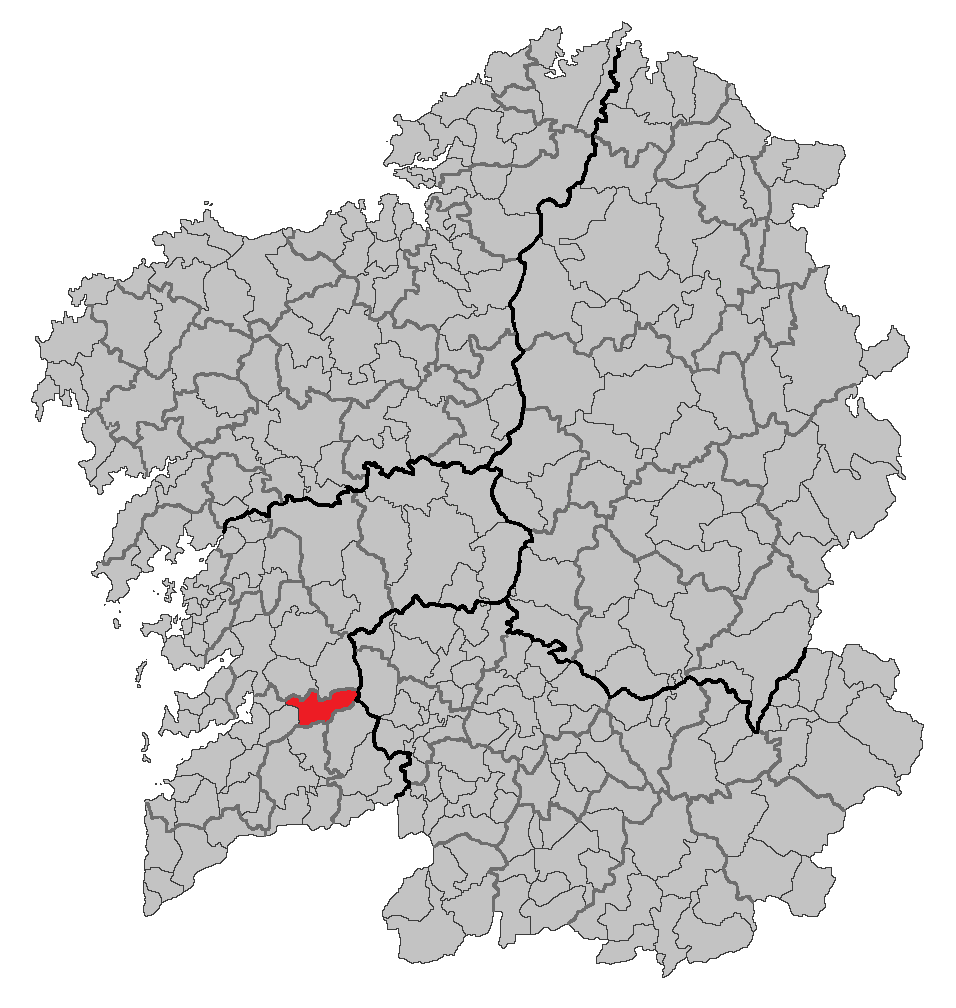
Fornelos de Montes, Pontevedra, Galizia

Fornelos de Montes è un comune spagnolo situato nella comunità autonoma della Galizia.